# Ritardo di crescita intrauterino
Con la locuzione ritardo di crescita intrauterino, o IUGR (dall'inglese intrauterine growth restriction) si descrive un feto che non riesce a raggiungere il suo potenziale genetico di crescita ed è più piccolo di quanto dovrebbe essere rispetto allo stato gestazionale.
Oltre che da un malfunzionamento della placenta può anche essere provocato da una serie di fattori ambientali come infezioni trasmesse dalla madre, gestazioni multiple, fumo di sigaretta o fattori genetici come anomalie cromosomiche.